# Diocesi di Ossory

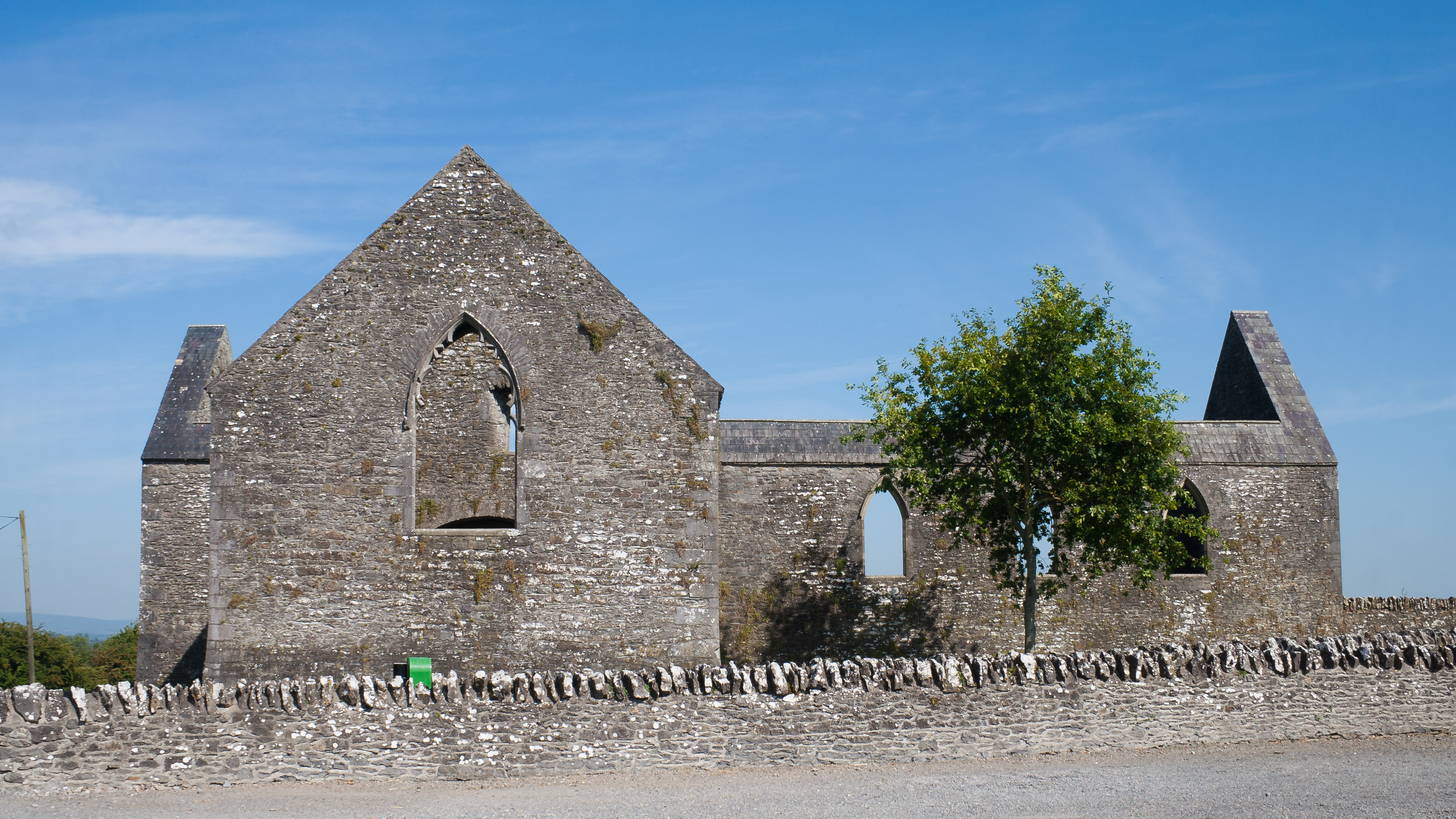
Resti dell'abbazia di Aghaboe, fondata da san Canizio di Aghaboe nel VI secolo.

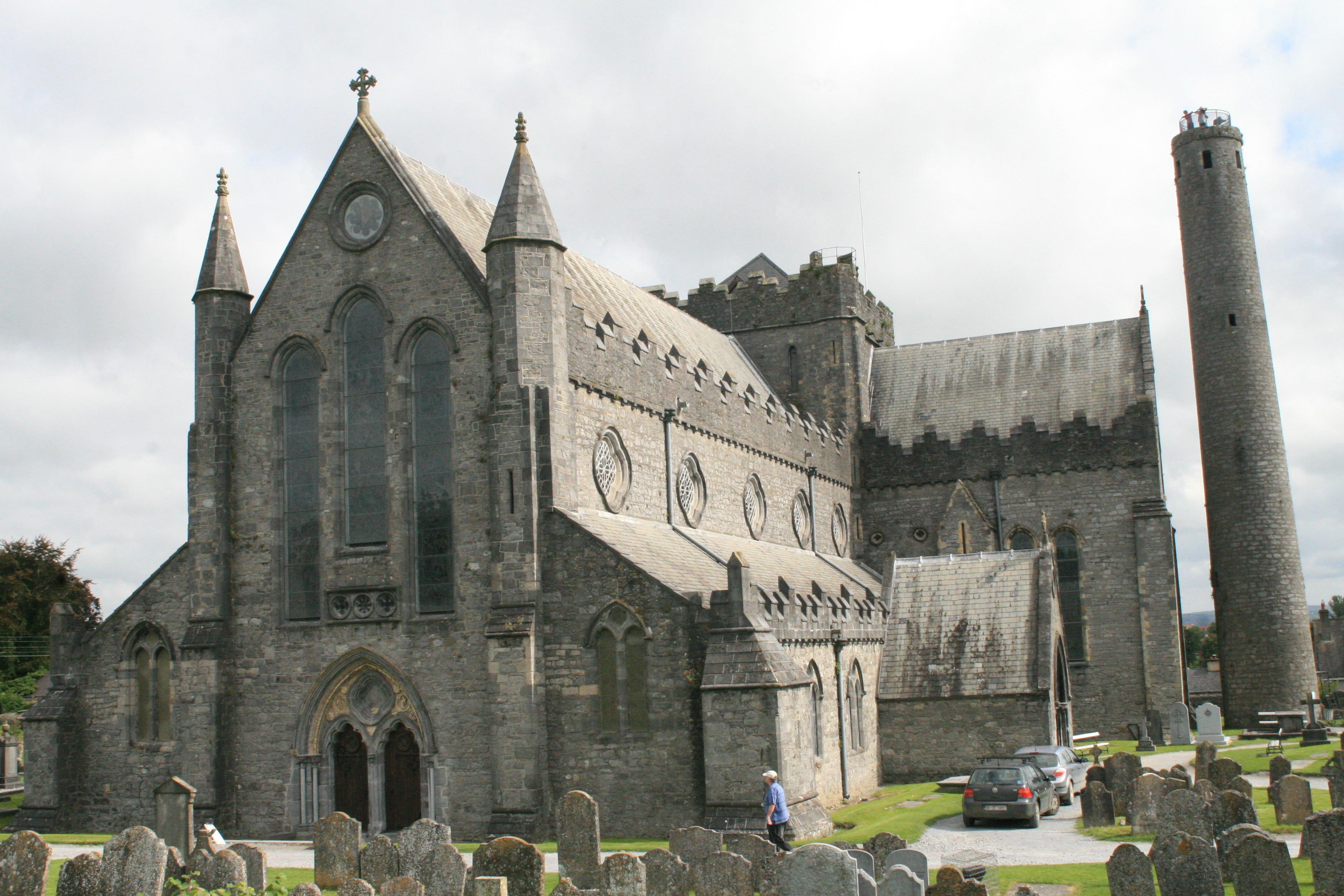
L'antica cattedrale cattolica di Kilkenny, dal XVI secolo di proprietà della Chiesa anglicana d'Irlanda.

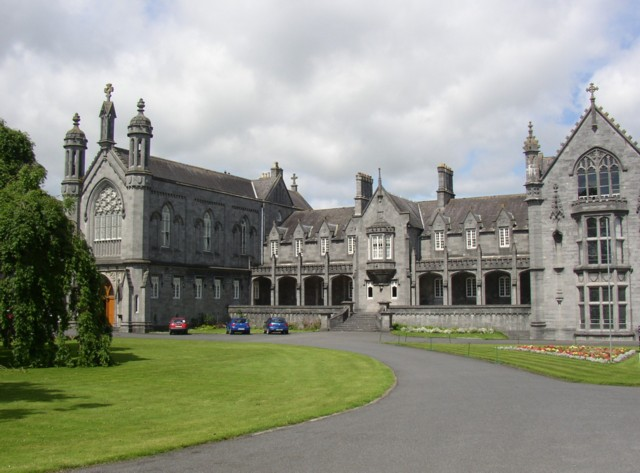
Il St Kieran's College, sede del seminario diocesano fino al 1994.

La diocesi di Ossory (in latino Dioecesis Ossoriensis) è una sede della Chiesa cattolica in Irlanda suffraganea dell'arcidiocesi di Dublino. Nel 2023 contava 81.832 battezzati su 88.592 abitanti. È retta dal vescovo Niall Coll.

## Territorio
La diocesi si trova nella parte centrale della Repubblica d'Irlanda, leggermente orientata verso sud-est, e comprende la grande maggioranza della contea di Kilkenny e porzioni delle contee di Laois e Offaly.
Sede vescovile è la città di Kilkenny, dove si trova la cattedrale dell'Assunzione di Maria Vergine.
Il territorio si estende si 1.972 km² ed è suddiviso in 42 parrocchie.

## Storia
Il territorio della diocesi fu evangelizzato nella prima metà del VI secolo da san Ciarán di Saighir, che alcune fonti tradizionali retrodatano fino al IV-V secolo.
La sede originaria della diocesi era Seir-Kieran, sebbene come il resto delle antiche sedi monastiche irlandesi la giurisdizione fosse più su base tribale che su base territoriale. Con il sinodo di Rathbreasail del 1111 furono stabiliti dei limiti territoriali e fu eretta una diocesi vera e propria con sede ad Aghaboe, nella contea di Laois. San Canizio di Kilkenny vi aveva fondato la grande abbazia di Aghaboe, della quale fu abate e che poi diventò la cattedrale della diocesi.
Nel 1116 l'abbazia fu distrutta da un incendio e nel 1125 fu saccheggiata da Turlogh O'Connor.
Nell'ultimo decennio del XII secolo, la cattedrale fu trasferita da Aghaboe a Kilkenny.
All'epoca della Riforma protestante voluta da Enrico VIII d'Inghilterra la diocesi di Ossory si schierò compattamente in difesa del Cattolicesimo, tanto che il vescovo di nomina regia John Bale, che tentava di protestantizzare il popolo, fu cacciato dalla diocesi. Tuttavia, la crisi si aprì durante il regno di Elisabetta I e da allora la diocesi fu spesso vacante per lunghi periodi. Quando fu nominato il vescovo Rothe, nel 1618, non c'erano altri vescovi cattolici in Irlanda. Nel 1678 una relatio del vescovo James Phelan lamenta che, per la carenza di sacerdoti, ogni presbitero doveva curare cinque o sei parrocchie, che le chiese degli ordini religiosi superstiti erano in rovina e alcuni ordini erano estinti nella diocesi. Ad ogni modo il suo fu un episcopato fecondo, soprattutto rispetto alla situazione delle altre diocesi irlandesi dell'epoca: riuscì a celebrare sinodi diocesani e ad ordinare un buon numero di sacerdoti.
Ossory fu una delle prime diocesi a trarre vantaggio dal progressivo ammorbidimento delle leggi penali irlandesi che perseguitavano e discriminavano i cattolici: furono infatti fondate scuole diocesane già durante l'episcopato di Thomas Burke, nella seconda metà del XVIII secolo. Una più completa rifioritura della diocesi si ebbe con il vescovo William Kinsella che costruì o ricostruì numerose chiese parrocchiali e fondò il collegio di San Kieran a Kilkenny, con annesso seminario. Fu sempre lui a porre la prima pietra della nuova cattedrale nel 1843, che fu consacrata nel 1857 dal vescovo Edmond Walsh.
Nel XX secolo un periodo di espansione con la costruzione di molte nuove chiese si ebbe con il vescovo Patrick Collier, mentre il suo successore Peter Birch applicò nella diocesi il Concilio Vaticano II in un periodo di grandi cambiamenti per la Chiesa e per la società, prestando attenzione soprattutto ai poveri e ai disabili della diocesi.
Nel 1994 fu chiuso il seminario diocesano del collegio di San Kieran.

## Cronotassi dei vescovi
Si omettono i periodi di sede vacante non superiori ai 2 anni o non storicamente accertati.
- San Ciarán † (538 - 5 marzo circa 540 deceduto)
- San Carthagh † (? - 540 ? deceduto)
- Sedna † (menzionato nel 570 circa)
- Killene MacLubney † (menzionato nel 695)
- Laigdene MacDonennach † (? - 739 deceduto)
- Tuntgall † (? - 771 deceduto)
- Mocoach † (? - 783 deceduto)
- Cucathach † (? - 788 deceduto)
- Cobthach † (? - 801 od 807 deceduto)
- Feredach † (? - 809 deceduto)
- Conchobhar † (? - 810 deceduto)
- Conmach † (? - 826 deceduto)
- Irgalach † (? - 832 deceduto)
- Anluain † (? - 846 deceduto)
- Cormac MacEladach † (? - 867 deceduto)
- Geran † (? - 868 deceduto)
- Slogad O'Raithuin † (? - 885 deceduto)
- Cormac † (? - 907 deceduto)
- Fergall MacMaolmorra † (? - 919 deceduto)
- Fogartach I † (? - 941 deceduto)
- Kenfoelad MacSwiney † (? - 951 deceduto)
- Flathlem † (? - 984 deceduto)
- Fogartach II † (? - 1004 deceduto)
- Donchad O'Kellechuir † (? - 1048 deceduto)
- Kellach Ramhar † (? - 1079 deceduto)
- Cian O'Buachalla † (? - 1090 deceduto)
- Donald O'Fogarty † (1150 - 8 maggio 1178 deceduto)
- Felix O'Dullany, O.Cist. † (1178 - 1202 deceduto)
- Hugh Rufus, C.R.S.A. † (1202 - 1218 deceduto)
- Peter Malvoisin † (1219 - 1229 deceduto)
- William of Kilkenny † (16 marzo 1230 - 1232 dimesso)
- Walter Brackley † (1232 - 5 dicembre 1243 deceduto)
- Geoffrey de Turville † (1244 - 1º novembre circa 1250 deceduto)
- Hugh de Mapilton † (maggio 1251 - 1256 deceduto)
- Hugh of Thetford, O.P. † (1257 - 1259 deceduto)
- Geoffrey Saint-Léger † (1260 - gennaio 1286 deceduto)
- Roger of Wexford † (3 novembre 1287 - 28 giugno 1289 deceduto)
- Micheal of Exeter † (28 novembre 1289 - maggio 1301 deceduto)
- William Fitzjohn † (gennaio 1302 - 26 marzo 1317 nominato arcivescovo di Cashel)
- Richard Ledred, O.F.M. † (24 aprile 1317 - 1360 deceduto)
- John of Tatenhale, O.P. † (8 novembre 1361 - 1370 deceduto)
- Alexander Petit de Balscot † (10 febbraio 1371 - 10 marzo 1386 nominato vescovo di Meath)
- Richard Northall (o Northalis), O.Carm. † (17 febbraio 1386 - 3 novembre 1395 nominato arcivescovo di Dublino)
- Thomas Peverell, O.Carm. † (3 novembre 1395 - 12 luglio 1398 nominato vescovo di Llandaff)
- John Wultham, O.E.S.A. † (1º febbraio 1398 - 1399 nominato vescovo di Dromore)
- John Griffin † (14 maggio 1400 - 1400 deceduto)
- Roger Appleby † (26 settembre 1400 - 9 ottobre 1402 nominato vescovo di Dromore)
- John Wultham, O.E.S.A. † (9 ottobre 1402 - 29 settembre 1405 deceduto) (per la seconda volta)
- Thomas Snell † (circa 1406 - 16 ottobre 1416 deceduto)
- Patrick Foxe † (15 dicembre 1417 - 20 aprile 1421 deceduto)
- Denis O'Dea † (4 luglio 1421 - 1427 deceduto)
- Thomas Barry † (19 febbraio 1427 - 3 marzo 1459 deceduto)
- David Hackett † (14 luglio 1460 - 24 ottobre 1478 deceduto)
- John O'Hedian † (15 gennaio 1479 - 6 gennaio 1486 deceduto)
- Oliver Cantwell, O.P. † (26 marzo 1487 - 9 gennaio 1526 deceduto)
- Milo Baron Fitzgerald † (8 giugno 1528 - 1551 deceduto)
- John Bale † (prima del 1553 - 1565 deceduto)
  - Sede vacante (1565-1582)
- Thomas Strong † (28 marzo 1582 - 20 gennaio 1597 nominato vescovo ausiliare di Santiago di Compostela)
  - Sede vacante (1597-1618)
- David Rothe † (1º ottobre 1618 - 20 aprile 1650 deceduto)
  - Sede vacante (1650-1669)
- James Phelan † (8 marzo 1669 - gennaio 1695 deceduto)
- William Dalton (o Daton) † (20 febbraio 1696 - 26 gennaio 1712 deceduto)
- Malachy Dulany † (15 settembre 1713 - maggio 1731 deceduto)
- Patrick O'Shea (Shee) † (28 luglio 1731 - giugno 1736 deceduto)
- Colman O'Shaughnessy, O.P. † (5 ottobre 1736 - 2 settembre 1748 deceduto)
- James Bernard Dunne † (17 dicembre 1748 - 30 aprile 1758 deceduto)
- Thomas Burke (de Burgo), O.P. † (9 gennaio 1759 - 25 settembre 1776 deceduto)
- John Thomas Troy, O.P. † (16 dicembre 1776 - 19 dicembre 1786 nominato arcivescovo di Dublino)
- John Dunne † (13 luglio 1787 - 15 marzo 1789 deceduto)
- Jacob Lanigan † (10 luglio 1789 - 11 febbraio 1812 deceduto)
- Kyran Marum † (4 ottobre 1814 - 22 dicembre 1827 deceduto)
- William Kinsella † (15 maggio 1829 - 1845 deceduto)
- Edward Walsh † (12 maggio 1846 - 11 agosto 1872 deceduto)
- Francis Patrick Moran † (11 agosto 1872 succeduto - 14 marzo 1884 nominato arcivescovo di Sydney)
- Abraham Brownrigg, S.S.S. † (28 ottobre 1884 - 1º ottobre 1928 deceduto)
- Patrick Collier † (1º ottobre 1928 succeduto - 10 gennaio 1964 deceduto)
- Peter Birch † (10 gennaio 1964 succeduto - 7 marzo 1981 deceduto)
- Laurence Forristal † (30 giugno 1981 - 14 settembre 2007 ritirato)
- Séamus Freeman, S.A.C. † (14 settembre 2007 - 29 luglio 2016 dimesso)
- Dermot Pius Farrell (3 gennaio 2018 - 29 dicembre 2020 nominato arcivescovo di Dublino)[2]
- Niall Coll, dal 28 ottobre 2022

## Statistiche
La diocesi nel 2023 su una popolazione di| 88.592 persone contava 81.832 battezzati, corrispondenti al 92,4% del totale.
| anno | popolazione | popolazione | popolazione | presbiteri | presbiteri | presbiteri | presbiteri                | diaconi | religiosi | religiosi | parrocchie |
| anno | battezzati  | totale      | %           | numero     | secolari   | regolari   | battezzati per presbitero | diaconi | uomini    | donne     | parrocchie |
| ---- | ----------- | ----------- | ----------- | ---------- | ---------- | ---------- | ------------------------- | ------- | --------- | --------- | ---------- |
| 1950 | 75.066      | 78.532      | 95,6        | 177        | 132        | 45         | 424                       |         | 52        | 417       | 41         |
| 1970 | 63.167      | 65.005      | 97,2        | 164        | 117        | 47         | 385                       |         | 121       | 454       | 42         |
| 1980 | 69.501      | 71.501      | 97,2        | 150        | 113        | 37         | 463                       |         | 87        | 327       | 42         |
| 1990 | 73.315      | 75.448      | 97,2        | 119        | 102        | 17         | 616                       |         | 62        | 289       | 42         |
| 1999 | 74.050      | 76.156      | 97,2        | 120        | 94         | 26         | 617                       |         | 85        | 259       | 42         |
| 2000 | 74.050      | 76.200      | 97,2        | 117        | 93         | 24         | 632                       |         | 76        | 242       | 42         |
| 2001 | 74.519      | 76.730      | 97,1        | 117        | 94         | 23         | 636                       |         | 77        | 245       | 42         |
| 2002 | 73.319      | 75.924      | 96,6        | 109        | 87         | 22         | 672                       |         | 84        | 214       | 42         |
| 2003 | 76.790      | 79.374      | 96,7        | 106        | 85         | 21         | 724                       |         | 83        | 229       | 42         |
| 2004 | 78.273      | 80.611      | 97,1        | 106        | 85         | 21         | 738                       |         | 84        | 245       | 42         |
| 2013 | 84.714      | 89.429      | 94,7        | 87         | 72         | 15         | 973                       |         | 49        | 186       | 42         |
| 2016 | 84.729      | 89.589      | 94,6        | 80         | 67         | 13         | 1.059                     |         | 55        | 169       | 42         |
| 2019 | 86.115      | 89.200      | 96,5        | 74         | 62         | 12         | 1.163                     |         | 48        | 129       | 42         |
| 2021 | 82.052      | 87.909      | 93,3        | 58         | 58         |            | 1.414                     |         | 31        | 114       | 42         |
| 2023 | 81.832      | 88.592      | 92,4        | 51         | 50         | 1          | 1.604                     |         | 25        | 95        | 42         |